# Droga krajowa nr 12 (Węgry)
Droga krajowa nr 12 (węg. 12-es főút) – droga krajowa w komitacie Pest w północnych Węgrzech. Długość - 27 km. Przebieg: 
- Vác – skrzyżowanie z 2
- Nagymaros
- Szob